# غاري دانيلسون
غاري دانيّلسون (بالإنجليزية: Gary Danielson)‏ هو لاعب كرة قدم أمريكية أمريكي، ولد في 10 سبتمبر 1951 في ديترويت في الولايات المتحدة.

## وصلات خارجية
- غاري دانيلسون على موقع مرجع كرة القدم المحترفة.كوم (الإنجليزية)